# San José del Rincón
San José del Rincón är en kommun i Mexiko.   Den ligger i delstaten Mexiko, i den sydöstra delen av landet, 110 km väster om huvudstaden Mexico City.
Följande samhällen finns i San José del Rincón:
- Ejido la Soledad
- Las Rosas
- El Huizache
- Barrio San Joaquín Lamillas
- El Salto la Venta
- Guadalupe Chico
- Rincón de Lijadero
- Fábrica Pueblo Nuevo
- Barrio Santa Juanita el Depósito
- Guarda de Guadalupe
- Loma del Cedro
- Pata de Mula de los Cedros
- Santa Cruz del Rincón
- El Puente
- La Chispa
- Loma del Rancho
- Barrio Puentecillas el Depósito
- Jesús Carranza
- Barrio el Pintado Pueblo Nuevo
- Rosa de la Palma
- San Antonio Pueblo Nuevo
- Ejido los Pintados
- San Isidro
- Barrio las Escobas del Agua San Jerónimo Dolores
- La Rosa San Antonio
- El Tepetate de San Antonio Buenavista
- Barrio Loma Bonita Guarda la Lagunita
- Sabaneta Quintana
- San Miguel Chisda
- El Potrero Guarda la Lagunita
- Ranchería de Dolores
- Lázaro Cárdenas
- Ranchería las Rosas
- Ejido el Consuelo
- Estación Trinidad
- La Curva
- Barrio el Fresno
- La Cañada del Sauco
- La Palma Ejido del Depósito
- Guadalupe las Cabras
- Llanito Cuatro
- San Jerónimo Pilitas
- La Soledad el Guarda
- Colonia Emiliano Zapata
- Sanacoche Ejido
- Ranchería los Pintados
- San Bartolo Guarda la Lagunita
- Barrio de Santa Cruz
- Colonia las Tinajas
- Barrio Loma Grande San Antonio Pueblo Nuevo